# Volver a ser feliz
Volver a ser feliz es el nombre del quinto y último álbum del grupo mexicano Fandango, grabado en 1990, editado en enero de 1991, ahora producido por Mauricio Abaroa. En este presentan a Anabella y Marlene como las nuevas integrantes del grupo.
Este disco fue el más completo donde se apreciaban más las voces de las integrantes como solistas, pero este disco no obtuvo la aceptación de los anteriores. De este se desprendieron los temas: Es Tu Voz, Estoy Esperando un Cuento y Dáme aquél Martillo, pero por diversas circunstancias, el grupo se separa definitivamente a finales de 1991.
En 2007 EMI reedita este álbum en formato Compact Disc, en un combo de 4 discos titulado Encuentros Musicales junto con Alaska y Dinarama, Olé-Olé y Postdata.

## Canciones
1. Dame Aquel Martillo (Hays-Seeger-Adap.Hernaldo Zúñiga)
2. Estás Loco (Rubén Rada)
3. Locos En La Carretera (Gonzalo Fernández Benavides)
4. La Rosa (Abelardo Leal)
5. Volver A Ser Feliz (Abelardo Leal)
6. Es Mi Hombre (Rocky Nielsen-Adap. Adrián Posse)
7. Geisha (Manuel Pacho-Emilio González)
8. Es Tu Voz (Manuel Pacho-Emilio González)
9. Te Amo Despacio (Manuel Pacho-Emilio González)
10. Te Quedarás En Mí (Leonel García-Nahuel "Noel" Schajris {Sin Bandera})
11. Estoy Esperando un Cuento (Alejandro Lerner)

## Sencillos
- Es tu voz(1990)
- Dame aquel martillo (1991)
- Estoy esperando un cuento (1991)
- Volver a ser feliz (1991)

## Videos
- Volver a ser feliz (1991)

## Integrantes
- Anabella
- Janet
- Marlene
- Rocío
- Sandra

Arreglos, dirección y programación:
- 1,6,7,9,10: Eugenio Toussaint

- 2,3,5: Francisco Paco Rosas

- 4,8,11: Juan Carlos Paz t Puente y Mario Santos

## Músicos
- Francisco Paco Rosas - guitarra
- Eugenio Toussaint - guitarra en 6
- José Villar y Carlos García Lerma – trompeta
- Epifanio Jiménez - Trombón
- Adolfo Díaz Rincón, J. González - Sax
- Mario Santos, Mauricio Abaroa, Arturo Barbosa, y Jesus Bustamante – Coros

## Personal
- Fue grabado en Acento Estudio Ciudad de México, y mezclado en Milagro Sound Recorders (Los Ángeles, California, EE. UU.)
- Grabación: Luis Gil
- Mezcla: Vachick Agahamantz
- Asistente de Grabación: Luis Cortéz
- Asistente de Mezcla: Colin Mitchell y Matt Leedy
- Masterizado: Bernie Grundman
- Diseño De Imagen: Gabriela Diaque.
- Fotos Encamera de: Carlos Somonte.

- Datos: Q6164774